# Tuska Open Air

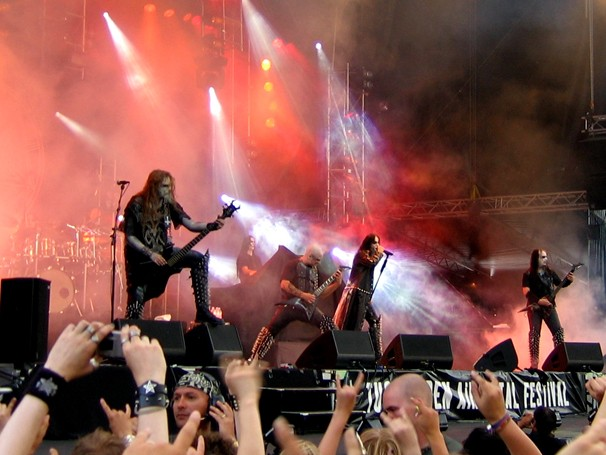
Dimmu Borgir på scen under Tuska Open Air 2005.

Tuska Open Air är en metalfestival som årligen arrangeras i Helsingfors någon gång mellan slutet av juni till mitten på juli. Festivalen arrangerades för första gången 1998 under namnet Tuska Metal Fest och var då ett två dagars evenemang som anordnades på rockklubben Tavastia. Åren 1999-2000 ordnades festivalen vid VR:s gamla lagerbyggnader som på den tiden fanns framför Riksdagshuset. Året 2001 flyttade festivalen till Kajsaniemiparken i centrala Helsingfors och blev ett tre dagars evenemang. Sedan 2011 ordnas festivalen på det före detta industriområdet i Södervik i Sörnäs stadsdel inom Helsingfors. Tuska Open Air är den största metalfestivalen i Norden. År 2023 hade man 63000 betalande besökare [engelska Wikipedia]. 
Festivalen har tre scener: Inferno, Sue och huvudscenen Radio Rock (Rock City fram till 2007).

## Artister efter år

### 1998
Absurdus, Am I Blood, Babylon Whores, Barathrum, Corporal Punishment, Crimson Midwinter, D-Ray, Gandalf, Gorgoroth, Hundred Years, Impaled Nazarene, Kyyria, Nemeh's O.D., Timo Rautiainen & Trio Niskalaukaus

### 1999
...And Oceans, 45 Degree Woman, Afterworld, Amorphis, Barathrum, Bury Me Deep, D-Ray, Dark Tranquillity, Divine Decay, Gandalf, Itä-Saksa, Jimsonweed, Lullacry, Nightwish, Painflow, Purity, Sentenced, Soul Above, Tarot, The 69 Eyes, Throne of Chaos, Timo Rautiainen & Trio Niskalaukaus, Twilight Opera, Two Witches

### 2000

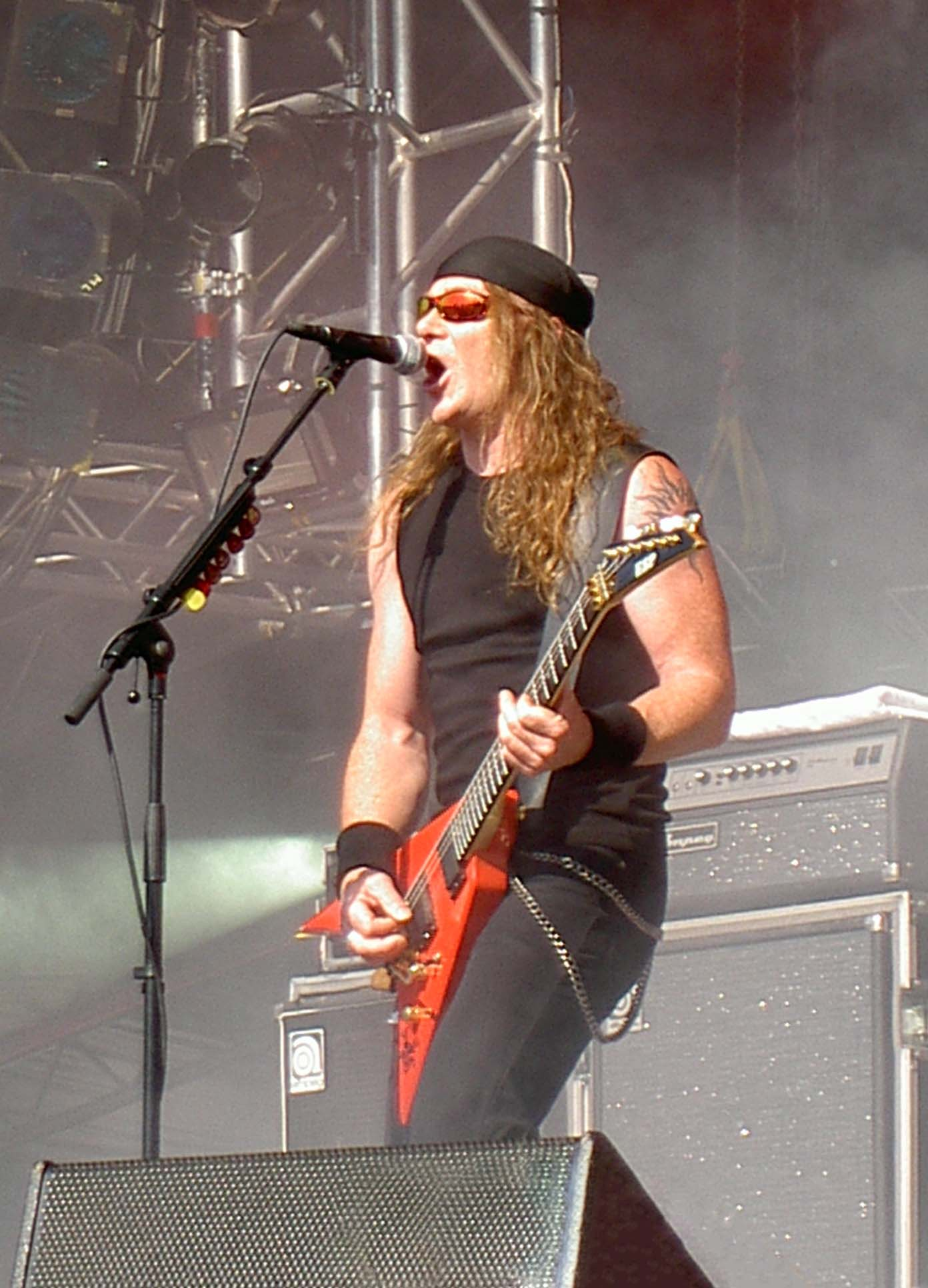
Kai Hansen från Gamma Ray 2005

Babylon Whores, Children of Bodom, Diablo, Eternal Tears of Sorrow, Finntroll, Gamma Ray, Impaled Nazarene, Lullacry, Metal Gods, Nightwish, Pain, Reduce to Ash, Satyricon, Sinergy, Stone, Terveet Kädet, The Black League, The Crown, Timo Rautiainen & Trio Niskalaukaus, To/Die/For

### 2001
45 Degree Woman, Amon Amarth, Amorphis, Daniel Lion Eye And The Rollers, Drive, Eläkeläiset, Finntroll, Gandalf, Headplate, Impaled Nazarene, In Flames, Katatonia, Kotiteollisuus, Rhapsody of Fire, Rotten Sound, Stratovarius, The 69 Eyes, Timo Rautiainen & Trio Niskalaukaus, Transport League, United Underworld, Yearning

### 2002
Ajattara, Blake, Bruce Dickinson, Diablo, Demigod, Ensiferum, Impaled Nazarene, Machine Head, Maj Karman Kauniit Kuvat, Marduk, Moonsorrow, Mustasch, Nightwish, Sara, Sentenced, Sonata Arctica, Suburban Tribe, Sunride, The Crown, Timo Rautiainen & Trio Niskalaukaus, Verenpisara

### 2003
Amorphis, Arch Enemy, Barathrum, Behemoth, Children of Bodom, Divine Decay, Edguy, Finntroll, Horna, Immortal Souls, Lordi, Lost Horizon, Lullacry, Mannhai, Mauron Maiden, Ministry, Mokoma, Moonsorrow, Norther, Reverend Bizarre, Rotten Sound, Sentenced, Soulfly, Stratovarius, Tarot, The 69 Eyes, The Haunted, Thunderstone, Thyrane, Timo Rautiainen & Trio Niskalaukaus, Type O Negative

### 2004
Beseech, Blake, Chaosbreed, Charon, Dark Funeral, Dark Tranquillity, Death Angel, Dew-Scented, Diablo, Dio, Dismember, Drive, D.S.K., Ensiferum, Fear Factory, In Flames, Impaled Nazarene, Kilpi, Kotiteollisuus, Nasum, Nightwish, Machine Men, Mokoma, Sinergy, Soilwork, Sonata Arctica, Suburban Tribe, Swallow the Sun, Timo Rautiainen & Trio Niskalaukaus, Trollheim's Grott, Turisas, Twilightning

### 2005

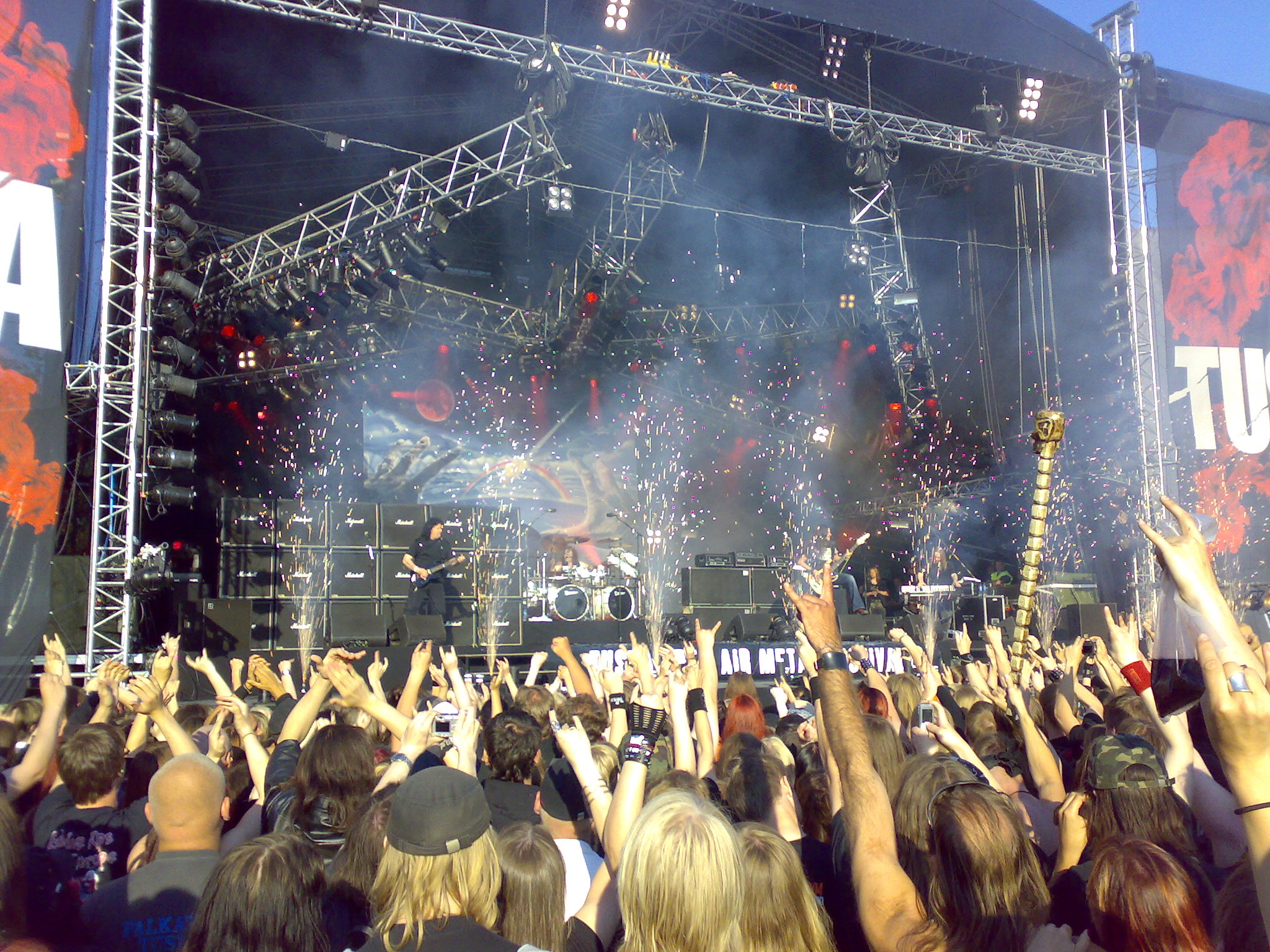
Stratovarius 2007

Accept, Ajattara, Amoral, Apocalyptica, Callisto, Children of Bodom, Deathchain, Destruction, Dimmu Borgir, Evergrey, Finntroll, Gamma Ray, Hieronymus Bosch, Lake of Tears, Malediction, Mnemic, Monster Magnet, Naglfar, Pain Confessor, Paska, Primal Fear, Rotten Sound, Scarve, Sentenced, Sinking, Skyclad, Stam1na, Teräsbetoni, Testament, Thunderstone, Turmion Kätilöt, Viikate, Wintersun

### 2006
Amorphis, Anathema, April, Arch Enemy, Burst, Celtic Frost, Deathstars, Diablo, Epica, Freedom Call, Gojira, Impaled Nazarene, Kalmah, Mendeed, Metsatöll, Mokoma, Nine, Norther, Opeth, Pain Confessor, Sodom, Sonata Arctica, Stam1na, Suburban Tribe, Swallow the Sun, Tarot, The Scourger, The Sisters of Mercy, Timo Rautiainen, Venom, Verjnuarmu, Wintersun

### 2007
45 Degree Woman, Before The Dawn, Blind Guardian, Brother Firetribe, Children of Bodom, D'espairsRay, DragonForce, Emperor, Finntroll, Hatesphere, Immortal, Imperia, Insomnium, Isis, Katatonia, Legion of the Damned, Maj Karma, Mercenary, Misery Index, Moonsorrow, Moonspell, Naildown, Nicole, Pain, Profane Omen, Scent of Flesh, Stratovarius, Sturm Und Drang, Thunderstone, Turisas, Vader, W.A.S.P.

### 2008
Carcass, Amon Amarth, Mokoma, Kreator, Stam1na, Entombed, Behemoth, Týr, Korpiklaani, The Sorrow, Kiuas, Dimmu Borgir, Slayer, Nile, Dying Fetus, Killswitch Engage,